# Maria Verschoor

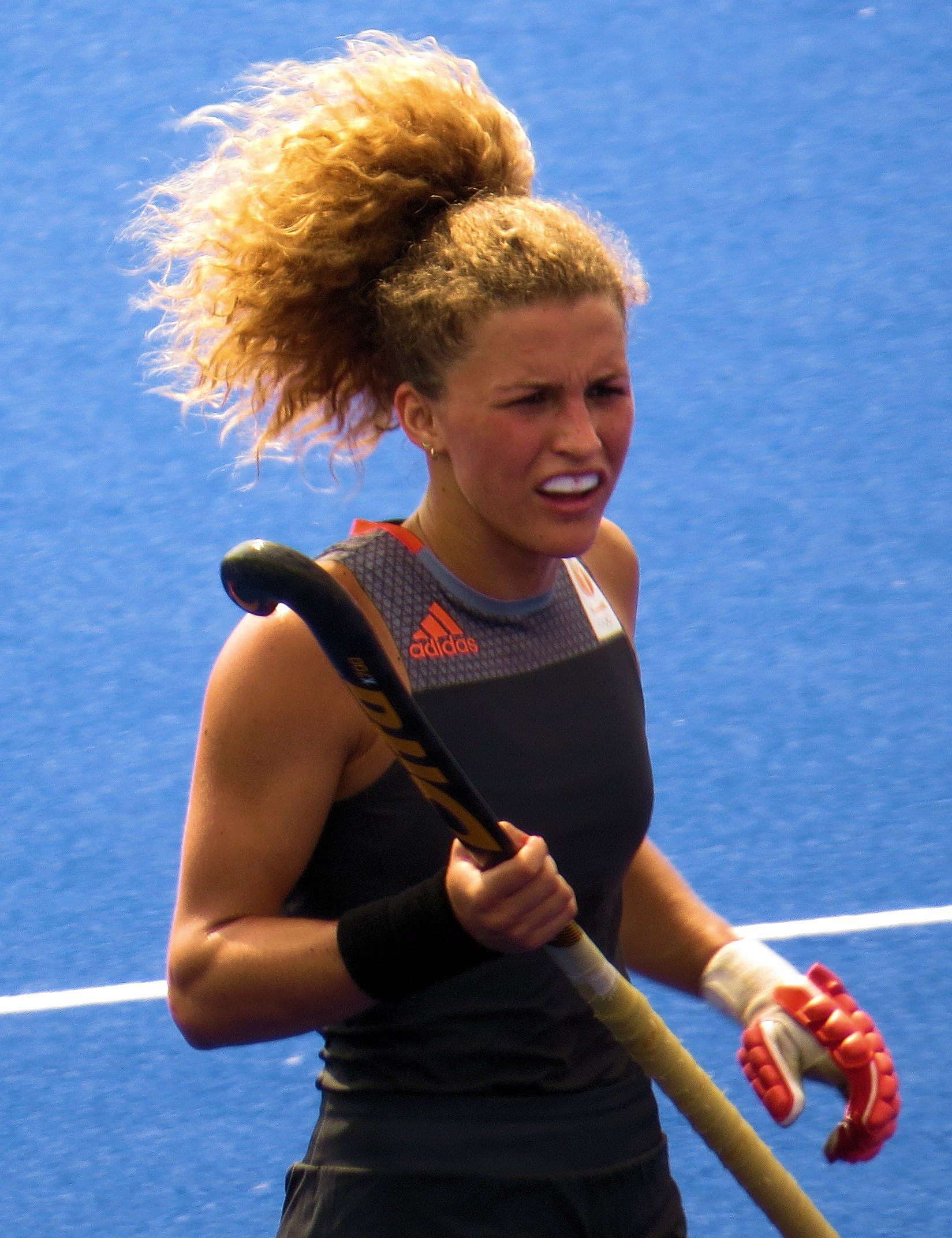
Maria Verschoor bei den Olympischen Spielen 2016

Maria Verschoor (* 22. April 1994 in Dordrecht) ist eine niederländische Hockeyspielerin. Sie war Olympiazweite 2016, Olympiasiegerin 2021 und 2024, Weltmeisterin 2022 sowie Europameisterin 2017, 2019 und 2021.

## Leben
Die 1,64 m große Maria Verschoor vom Amsterdamsche Hockey & Bandy Club debütierte 2013 in der Nationalmannschaft. Die Stürmerin bestritt 214 Länderspiele, in denen sie 32 Tore erzielte.(Stand 9. August 2024) 2013 gewann Verschoor mit der Juniorennationalmannschaft den Titel bei der Weltmeisterschaft in Mönchengladbach. Im Jahr darauf wurde sie in Waterloo Junioreneuropameisterin. 
Bei ihrem ersten großen Turnier in der Erwachsenenklasse erreichte Verschoor das Finale der Europameisterschaft 2015 in London und belegte mit der niederländischen Mannschaft den zweiten Platz hinter den Engländerinnen. 2016 bei den Olympischen Spielen in Rio de Janeiro gewannen die Niederländerinnen ihre Vorrundengruppe vor den Neuseeländerinnen. Nach einem 3:2 gegen die argentinische Mannschaft im Viertelfinale und einem Halbfinalsieg nach Penaltyschießen gegen die deutschen Damen trafen die Niederländerinnen im Finale auf die britische Mannschaft und unterlagen im Penaltyschießen.
2017 siegten die Niederländerinnen bei der Europameisterschaft in Amstelveen, wobei sie im Finale die Belgierinnen mit 3:0 bezwangen. 
Zwei Jahre später verteidigten die Niederländerinnen ihren Europameistertitel bei der Europameisterschaft in Antwerpen. Zwei Jahre später gewannen die Niederländerinnen abermals den Titel bei der Europameisterschaft in Amstelveen. Bei den Olympischen Spielen in Tokio gewannen die Niederländerinnen alle acht Spiele, im Finale bezwangen sie die Argentinierinnen mit 3:1.
Ein Jahr später bei der Weltmeisterschaft 2022 war Verschoor in allen sechs Spielen dabei. Im Halbfinale gewann die Mannschaft mit 1:0 gegen die Australierinnen. Im Finale siegten die Niederländerinnen mit 3:1 gegen Argentinien, wobei Verschoor einen Treffer beisteuerte. 2023 gewannen die Niederländerinnen bei der Europameisterschaft in Mönchengladbach im Halbfinale mit 7:0 gegen die Engländerinnen und im Finale 3:1 gegen die Belgierinnen. Im August 2024 bei den Olympischen Spielen in Paris besiegten die Niederländerinnen im Viertelfinale die Britinnen mit 3:1. Nach einem 3:0-Sieg im Halbfinale gegen die Argentinierinnen gewannen die Niederländerinnen im Endspiel gegen die Chinesinnen im Shootout, nachdem es am Ende der regulären Spielzeit 1:1 gestanden hatte. Verschoor war in allen acht Spielen dabei und erzielte in der Vorrunde zwei Treffer. Im Shootout des Finales trafen Pien Sanders, Maria Verschoor und Marijn Veen, während Anne Veenendaal drei Bälle entschärfte.